# Нарвская епархия
На́рвская и Причу́дская епа́рхия (эст. Narva ja Peipsiveere piiskopkond) — епархия Эстонской православной христианской церкви (ранее она именовалась как Эстонская православная церковь Московского патриархата).

## История
Нарвская викарная кафедра была учреждена решением Святейшего Синода 24 апреля 1887 года как викариатство Санкт-Петербургской митрополии, и просуществовала до 1926 года.
При вхождении в 1923 году Эстонской православной церкви под юрисдикцию Константинопольского Патриархата в ней было учреждено три самостоятельные епархии: Таллинская, Нарвская и Печерская.
В 1940 году Эстонская православная церковь возвратилась в юрисдикцию Московского Патриархата и, хотя она вторично во время Второй мировой войны была подчинена Константинопольской юрисдикции, епископ Нарвский Павел (Дмитровский) сохранил единство с Московским Патриархатом. После 1945 года кафедра оставалась вдовствующей.
27 мая 2009 года решением Священного Синода РПЦ, учреждена должность викарного епископа, на каковую был определён наместник Иоанно-Богословского Макаровского монастыря города Саранска архимандрит Лазарь (Гуркин) (хиротония совершена 21 июля 2009 года).
30 мая 2011 года решением Священного Синода образована Нарвская епархия в границах города Нарва, волостей Вайвара, Иллука, Алайыэ, Ийзаку, Тудулинна, Лохусуу (уезд Ида-Вирумаа), волостей Торма, Касепяя, Пала (уезд Йыгевамаа), волости Алатскиви (уезд Тартумаа).
4 июля 2011 года в Нарвском Воскресенском кафедральном соборе состоялось собрание духовенства епархии. Руководителем Издательского и Катехизаторского отдела назначен клирик кафедрального собора иерей Андрей Васильев. Главой отдела Социального служения избран клирик Воскресенского собора иеромонах Платон (Бойко). Благочинным Нарвской и Причудской епархии назначен настоятель храма Нарвской иконы Божией Матери иерей Виталий Гаврилов.

## Епископы
Нарвское викариатство Санкт-Петербургской митрополии
- Владимир (Шимкович) (9 мая 1887 — 24 августа 1890)
- Никандр (Молчанов) (10 февраля 1891 — 23 августа 1895)
- Иоанн (Кратиров) (23 августа 1895 — 16 января 1899)
- Никон (Софийский) (6 февраля 1899 — 10 декабря 1901)
- Иннокентий (Беляев) (10 декабря 1901 — 8 февраля 1903)
- Антонин (Грановский) (2 марта 1903 — 8 февраля 1908)
- Никандр (Феноменов) (15 февраля 1908 — 20 марта 1914)
- Геннадий (Туберозов) (20 марта 1914 — 2 февраля 1920)
- Сергий (Дружинин) (24 октября 1924 — 30 декабря 1927) титулярный

Нарвская и Изборская епархия Эстонской Православной Церкви Константинопольского Патриархата
- Евсевий (Гроздов) (1 декабря 1925 — 12 августа 1929)
- Иоанн (Булин) (август 1929 — 30 декабря 1932) до 16 июня 1932 года — в/у, еп. Печерский

Нарвская епархия Прибалтийского экзархата Московского Патриархата (с 1941)
- Павел (Дмитровский) (3 октября 1937 — 16 апреля 1945)

Нарвское викариатство Таллинской епархии
- Лазарь (Гуркин) (21 июля 2009 — 30 мая 2011)

Нарвская епархия Эстонской православной церкви МП
- Лазарь (Гуркин) (c 30 мая 2011)